# Багновик мадагаскарський
Багновик мадагаскарський (Zapornia olivieri) — вид журавлеподібних птахів родини пастушкових (Rallidae). Ендемік Мадагаскару.

## Поширення
Рідкісний вид з фрагментованим ареалом. відома в кількох віддалених один від одного низовинних районах на заході Мадагаскару. Цей вид пастушків був історично зареєстрований між річкою Південна Махававі на півночі та річкою Мангокі на півдні. Згідно з дослідженнями, проведеними в 2003—2006 роках, його популяція оцінювалася в 215 особин з найбільшою одиничною популяцією 62 птахів. Під час цього дослідження вид був виявлених в п'яти місцях: озера Кінконі, Ампандра, Ампаріхі, Сахапі та Мандрозо.
Цей вид найчастіше трапляється на галявинах, оточених густою високою рослинністю, як-от зарості очерету та осоки.

## Опис
Невеликий пастушок, завдовжки до 19 см. Оперення переважно темно-сіро-сірого кольору з коричнево-каштановими пір'ям на крилах і спині. Райдужка яскраво-червона, дзьоб жовтий, а великі ноги червонувато-рожеві. Молоді екземпляри відрізняються від дорослих повністю сажисто-коричневим оперенням і чорним дзьобом.